# Alfred Korzybski
Alfred Habdank Skarbek Korzybski (Varsovia, Polonia, 3 de julio de 1879 - Lakeville, Connecticut, Estados Unidos, 1 de marzo de 1950) es conocido sobre todo por desarrollar la teoría de la semántica general.

## Primeros años

Escudo de armas de los Korzybski.

Era originario de una familia aristocrática entre cuyos miembros se contaban varios matemáticos, científicos
e ingenieros. Aprendió polaco en su hogar, ruso en la escuela y, al tener una institutriz francesa y otra alemana, alcanzó fluidez en estas cuatro lenguas desde niño. En su juventud eligió dedicarse a la ingeniería.
Korzybski se educó en la Universidad Tecnológica de Varsovia. Durante la Primera Guerra Mundial fue oficial de inteligencia del ejército ruso. Tras resultar herido en la pierna dejó el campo de batalla y se trasladó a Norteamérica en 1916 (primero a Canadá, más tarde a los Estados Unidos) para coordinar el aprovisionamiento de artillería al frente. También instruyó a los polacoamericanos sobre el conflicto. Tras la guerra decidió permanecer en los Estados Unidos, país en el que obtuvo la ciudadanía en 1940. Su primer libro, Manhood of Humanity fue publicado en 1921. En él propone y explica en detalle una nueva teoría de la humanidad, en la que destaca la capacidad de ésta de transmitir conocimiento durante generaciones (time-binding), lo que distingue a nuestra especie del resto de animales.

## Semántica general
La obra de Korzybski culminó en la fundación de la disciplina que llamó semántica general. Como dijo explícitamente, la semántica general no debe confundirse con la semántica, una disciplina diferente. Los principios básicos de la semántica general, que incluyen el time-binding, están trazados en Science and Sanity, publicado en 1933. En 1938 Korzybski fundó el Instituto de semántica general, que dirigió hasta su muerte.
La esencia de la obra de Korzybski es la declaración de que los seres humanos están limitados en su conocimiento por la estructura de su sistema nervioso y la estructura de sus lenguas. Los seres humanos no pueden experimentar el mundo directamente, sólo a través de sus abstracciones (impresiones no verbales que provienen del sistema nervioso e indicadores verbales que provienen de la lengua). A veces las percepciones y la lengua confunden al hombre que cree que son los hechos con los que debe tratar. El entendimiento humano de lo que está pasando carece en ocasiones de similitud de estructura con lo que está pasando realmente. Puso énfasis en los beneficios de entrenar la concienciación de la abstracción usando técnicas que había obtenido de su estudio de la matemática y la ciencia. Llamó a esta concienciación, meta de su sistema, "conciencia de la abstracción". Su sistema trata de modificar la manera en la que los humanos interactúan con el mundo.

## Impacto
La obra de Korzybski influyó en los campos de la terapia Gestalt, la terapia racional-emotiva-conductual (o por sus siglas en inglés REBT-Rational Emotional Behavioral Therapy) y la programación neurolingüística. Como se dice en la tercera edición de Science and Sanity, el ejército de los Estados Unidos empleó en la Segunda Guerra Mundial su sistema para tratar la fatiga de combate en Europa bajo la supervisión de Douglas M. Kelley, que también fue el psiquiatra a cargo de los prisioneros nazis de Nuremberg. Otras personas a las que influyó Korzybski fueron: Kenneth Burke, William S. Burroughs, Frank Herbert, Albert Ellis, Gregory Bateson, Buckminster Fuller, Douglas Engelbart, Alvin Toffler, Robert A. Heinlein, L. Ron Hubbard, A. E. van Vogt, Lluís Maria Xirinacs, Robert Anton Wilson, el cómico Steve Allen, y Tommy Hall (letrista de 13th Floor Elevators); y científicos como William Alanson White (psiquiatría), los físicos P. W. Bridgman y David Bohm, y el investigador W. Horsley Gantt. También influyó al escritor surrealista belga Jan Bucquoy en la séptima parte de la serie de cómics Jaunes: Labyrinthe que cita explícitamente la frase de Korzybski "el mapa no es el territorio". También influyó significativamente sobre el pensamiento de Jacque Fresco.